# Veracruz kommun
Veracruz är en kommun i Mexiko.   Den ligger i delstaten Veracruz, i den sydöstra delen av landet, 300 km öster om huvudstaden Mexico City.
Följande samhällen finns i Veracruz:
- Veracruz
- Las Amapolas
- Fraccionamiento Geovillas los Pinos
- Los Torrentes
- Delfino Victoria
- Fraccionamiento Costa Dorada
- Oasis
- Río Medio Granja
- Lomas de Río Medio Cuatro
- Arboledas
- Colonia el Renacimiento
- Hacienda Sotavento
- Colonia Chalchihuecan
- Dos Lomas
- Colina de los Pájaros
- Fraccionamiento Xana
- Colonia Malibrán
- Condado del Valle Dorado
- Colonia Cardenista Antonio Luna
- Infonavit Orquideas
- Unidad Antorchista
- Valle Alto
- Sentimientos de la Nación
- Colonia Bahia Libre
- Mata de Pita
- Colonia del Proletariado
- Colonia Patria
- Los Caños de Santa Rita
- Malibrán de las Brujas
- Residencial del Bosque